# Stichting Jeugdtandverzorging
Stichting Jeugdtandverzorging (JVT) is Surinaamse overheidsinstantie met tandheelkundige behandelcentra in zes districten en een opleidingscentrum in Paramaribo.
Het centrum werd in 1976 opgericht, waartegenover een investeringsbedrag van de regering stond van 250 duizend Surinaamse gulden. Als vooropleiding was in die jaren havo verplicht. De opleiding werd opgezet in samenwerking met de Vrije Universiteit van Amsterdam. In 1978 stroomden de eerste jeugdtandverzorgers uit.
De opening vond plaats op 1 maart 1975 en de eerste groep gediplomeerden zou werk krijgen bij het ministerie van Volksgezondheid, maar verkreeg een betrekking bij het Bureau voor Openbare Gezondheidszorg. Op 19 september 1980 werd de organisatie gevestigd als een stichting. In 2020 heeft JVT 24 klinieken gevestigd in zes districten.
De stichting doet daarnaast aan preventie en riep 7 mei uit tot De Nationale Poetsdag.